# Лела Стар
Лела Стар (шп. Lela Star), рођена као Данијел Никол Алонсо (шп. Danielle Nicole Alonso), 13. јуна 1985. у Мајамију, кубанска је порнографска глумица.

## Биографија
Лела Стар је рођена 13. јуна 1985. у Мајамију, Флорида, САД.
Дебитовала је у порно индустрији са 20 година у продукцији Хаслера. Од тада се појавила у многим признатим порно-филмовима као што су Babyface, Sprung a Leak 2 и Flesh Hunter 9. Часопис Пентхаус је прогласио „љубимицом“ (енгл. Penthouse Pet) за месец јул 2010. године.
Након тога потписала је уговор са продуцентском кућом КлубЏена, чија је власница Џена Џејмсон. У филму Pin Up Perversions with Lela Star снимила је сцену аналног секса.
Према сајту ИАФД глумила је у преко 120 порно-филмова.

## Награде и номинације
- 2007 Adam Film World Guide Award - Најбоља латино глумица[8]
- 2007 NightMoves Awards номинација - Best New Starlet[9]
- 2010 АВН награда номинација – Best All-Girl Group Sex Scene – Not Monday Night Football XXX[10]
- 2011 АВН награда номинација – Best Group Sex Scene – Out Numbered 5[11]